# 〈케이온!〉이미지 송
〈케이온!〉 이미지 송은 2009년 6월 17일부터 포니 캐니언에서 발매되고 있는 일련의 싱글 CD이다.

## 제1기
- TBS 계열 TV 애니메이션 '케이온!'의 캐릭터 송 싱글로, 각각의 캐릭터의 노래가 수록되어있다.
- 2009년 6월 17일에 '히라사와 유이'와 '아키야마 미오'가, 같은 해 8월 26일에 '타이나카 리츠'와 '코토부키 츠무기', '나카노 아즈사'가, 역시 같은 해의 10월 21일에 '히라사와 우이'와 '마나베 노도카'가 발매되었다.
- 각 캐릭터의 싱글 CD은 캐릭터 송 3곡과 캐릭터 송의 연주 버전 3곡의 총 6곡으로 되어있다. (단, '히라사와 우이'와 '마나베 노도카'는 캐릭터 송이 2곡으로 총 4곡이다.)
- 표지는 '케이온!'의 총 작화 감독인 호리구치 유키코의 디자인으로, CD 표면에도 같은 일러스트가 그려져 있다.

### 히라사와 유이
2009년 6월 17일에 '아키야마 미오'와 동시 발매되었다.
수록곡
1. 기-타에게 반해버렸어 [3:31]
작사 : 오오모리 쇼우코, 작·편곡 : Tom-H@ck
히라사와 유이의 담당악기인 기타를 특화시킨 곡. 이름의 '기-타'는 유이가 자신의 기타에게 붙인 애칭이다.
2. Sunday Siesta [3:36]
작사 : 오오모리 쇼우코, 작·편곡 : 햣코쿠 하지메
가사에 '알팔파'라는 단어가 등장하며, CD의 CM 나레이션에도 이 단어가 사용되고 있다.
3. 렛츠 고(유이 Ver.) [4:09]
작사 : KANATA, 작·편곡 : Tom-H@ck
4. 기-타에게 반해버렸어 (instrumental)
5. Sunday Siesta (instrumental)
6. 렛츠 고 (instrumental)

### 아키야마 미오
2009년 6월 17일에 '히라사와 유이'와 동시 발매되었다.
수록곡
1. Heart Goes Boom!! [3:36]
작사 : 오오모리 쇼우코, 작·편곡 : 마에자와 히로유키
아키야마 미오의 담당악기인 베이스를 특화시킨 곡.
2. Hello Little Girl [4:42]
작사 : 오오모리 쇼우코, 작곡 : 아시자와 카즈노리, 편곡 : 코모리 시게오
3. 렛츠 고(미오 Ver.) [4:11]
작사 : KANATA, 작·편곡 : Tom-H@ck
4. Heart Goes Boom!! (instrumental)
5. Hello Little Girl (instrumental)
6. 렛츠 고 (instrumental)

### 타이나카 리츠
2009년 8월 26일에 '코토부키 츠무기', '나카노 아즈사'와 동시 발매되었다.
수록곡
1. Girly Storm 질주 Stick [3:34]
작사 : 오오모리 쇼우코, 작·편곡 : Tom-H@ck
타이나카 리츠의 담당악기인 드럼을 특화시킨 곡.
2. 노려라 행복 100% ↑↑↑ [3:16]
작사 : 오오모리 쇼우코, 작·편곡 : 햣코쿠 하지메
3. 렛츠 고(리츠 Ver.) [4:09]
작사 : KANATA, 작·편곡 : Tom-H@ck
4. Girly Storm 질주 Stick (instrumental)
5. 노려라 행복 100% ↑↑↑ (instrumental)
6. 렛츠 고 (instrumental)

### 코토부키 츠무기
2009년 8월 26일에 '타이나카 리츠', '나카노 아즈사'와 동시 발매되었다.
수록곡
1. Dear My Keys ~건반의 마법~ [4:38]
작사 : 오오모리 쇼우코, 작·편곡 : 코모리 시게오
코토부키 츠무기의 담당악기인 키보드를 특화시킨 곡.
2. Humming Bird [3:48]
작사 : 오오모리 쇼우코, 작·편곡 : 오카 나오키
3. 렛츠 고(무기 Ver.) [4:09]
작사 : KANATA, 작·편곡 : Tom-H@ck
4. Dear My Keys ~건반의 마법~ (instrumental)
5. Humming Bird (instrumental)
6. 렛츠 고 (instrumental)

### 나카노 아즈사
2009년 8월 26일에 '타이나카 리츠', '코토부키 츠무기'와 동시 발매되었다.
수록곡
1. 말괄량이 Way To Go [4:27]
작사 : 오오모리 쇼우코, 작·편곡 : Tom-H@ck
나카노 아즈사의 담당악기인 기타를 특화시킨 곡.
2. 나는 나의 길을 가겠어 [3:16]
작사 : 오오모리 쇼우코, 작·편곡 : Tom-H@ck
3. 렛츠 고(아즈사 Ver.) [4:09]
작사 : KANATA, 작·편곡 : Tom-H@ck
4. 말괄량이 Way To Go (instrumental)
5. 나는 나의 길을 가겠어 (instrumental)
6. 렛츠 고 (instrumental)

### 히라사와 우이
2009년 10월 21일에 '마나베 노도카'와 동시 발매되었다.
수록곡
1. Lovely Sister LOVE [4:36]
작사 : 오오모리 쇼우코, 작곡 : 타무라 신지, 편곡 : 코모리 시게오
2. Oui! 사랑의 말 [3:59]
작사 : 오오모리 쇼우코, 작곡 : 타무라 신지, 편곡 : 햣코쿠 하지메
3. Lovely Sister LOVE (instrumental)
4. Oui! 사랑의 말 (instrumental)

### 마나베 노도카
2009년 10월 21일에 '히라사와 우이'와 동시 발매되었다.
수록곡
1. Coolly Hotty Tension Hi!! [4:36]
작사 : 오오모리 쇼우코, 작·편곡 : 카와구치 스스무, 편곡 : 코모리 시게오
2. 프롤로그 [3:59]
작사 : 오오모리 쇼우코, 작·편곡 : 마에자와 히로유키
3. Coolly Hotty Tension Hi!! (instrumental)
4. 프롤로그 (instrumental)

## 제2기
- TBS 계열 TV 애니메이션 '케이온!!'의 캐릭터 송 싱글로, 각각의 캐릭터의 노래가 수록되어있다.

### 히라사와 유이
2010년 9월 21일에 '아키야마 미오'와 동시 발매되었다.
수록곡
1. Oh My 기-타!!
작사 : 오오모리 쇼우코, 작·편곡 : Tom-H@ck
2. 행복한 나날
작사 : 오오모리 쇼우코, 작곡 : 마에자와 히로유키, 편곡 : 햣코쿠 하지메
3. Come with Me!!(유이 Ver.)
작사 : hotaru, 작·편곡 : 코모리 시게오
4. Oh My 기-타!! (instrumental)
5. 행복한 나날 (instrumental)
6. Come with Me!! (instrumental)

### 아키야마 미오
2010년 9월 21일에 '히라사와 유이'와 동시 발매되었다.
수록곡
1. 청춘 Vibration
작사 : 오오모리 쇼우코, 작·편곡 : 마에자와 히로유키
2. 푸른 하늘의 모노로그
작사 : 오오모리 쇼우코, 작곡 : 마에자와 히로유키, 편곡 : 코모리 시게오
3. Come with Me!!(미오 Ver.)
작사 : hotaru, 작·편곡 : 코모리 시게오
4. 청춘 Vibration (instrumental)
5. 푸른 하늘의 모노로그 (instrumental)
6. Come with Me!! (instrumental)

### 타이나카 리츠
2010년 11월 17일에 '코토부키 츠무기', '나카노 아즈사'와 동시 발매되었다.
수록곡
1. Drumming Shining My Life
작사 : 오오모리 쇼우코, 작·편곡 : Tom-H@ck
2. 저녁 하늘 아·라·카르트
작사 : 오오모리 쇼우코, 작·편곡 : 코모리 시게오
노래 제목의 '아 라 카르트(ア・ラ・カルト)'는 프랑스어이다.
3. Come with Me!!(리츠 Ver.)
작사 : hotaru, 작·편곡 : 코모리 시게오
4. Drumming Shining My Life (instrumental)
5. 저녁 하늘 아·라·카르트 (instrumental)
6. Come with Me!! (instrumental)

### 코토부키 츠무기
2010년 11월 17일에 '타이나카 리츠', '나카노 아즈사'와 동시 발매되었다.
수록곡
1. Diary는 포르티시모
작사 : 오오모리 쇼우코, 작곡 : 카와구치 스스무, 편곡 : 코모리 시게오
2. 야생의 정열
작사 : 오오모리 쇼우코, 작·편곡 : 코모리 시게오
3. Come with Me!!(츠무기 Ver.)
작사 : hotaru, 작·편곡 : 코모리 시게오
4. Diary는 포르티시모 (instrumental)
5. 야생의 정열 (instrumental)
6. Come with Me!! (instrumental)

### 나카노 아즈사
2010년 11월 17일에 '타이나카 리츠', '코토부키 츠무기'와 동시 발매되었다.
수록곡
1. Over the Starlight
작사 : 오오모리 쇼우코, 작·편곡 : Tom-H@ck
2. Joyful Todays
작사 : 오오모리 쇼우코, 작·편곡 : Tom-H@ck
3. Come with Me!!(아즈사 Ver.)
작사 : hotaru, 작·편곡 : 코모리 시게오
4. Over the Starlight (instrumental)
5. Joyful Todays (instrumental)
6. Come with Me!! (instrumental)

### 히라사와 우이
2011년 1월 19일에 '마나베 노도카', '스즈키 준'과 동시 발매되었다.
수록곡
1. 두근두근 New! My Way
작사 : 오오모리 쇼우코, 작곡 : 카와구치 스스무, 편곡 : 코모리 시게오
2. Shiny GEMS
작사 : 오오모리 쇼우코, 작곡 : 타무라 신지, 편곡 : 햣코쿠 하지메
3. Come with Me!!(우이 Ver.)
작사 : hotaru, 작·편곡 : 코모리 시게오
4. 두근두근 New! My Way (instrumental)
5. Shiny GEMS (instrumental)
6. Come with Me!! (instrumental)

### 마나베 노도카
2011년 1월 19일에 '히라사와 우이', '스즈키 준'과 동시 발매되었다.
1. Jump
작사 : 오오모리 쇼우코, 작·편곡 : Tom-H@ck
2. 볕 드는 곳 Living
작사 : 오오모리 쇼우코, 작·편곡 : 마에자와 히로유키
3. Come with Me!!(노도카 Ver.)
작사 : hotaru, 작·편곡 : 코모리 시게오
4. Jump (instrumental)
5. 볕 드는 곳 Living (instrumental)
6. Come with Me!! (instrumental)

### 스즈키 준
2011년 1월 19일에 '히라사와 우이', '마나베 노도카'와 동시 발매되었다.
1. 순정 Bomber!!
작사 : 오오모리 쇼우코, 작·편곡 : 코모리 시게오
2. Midnight 슈퍼 스타 ☆☆☆
작사 : 오오모리 쇼우코, 작·편곡 : Tom-H@ck
3. Come with Me!!(준 Ver.)
작사 : hotaru, 작·편곡 : 코모리 시게오
4. 순정 Bomber!! (instrumental)
5. Midnight 슈퍼 스타 ☆☆☆ (instrumental)
6. Come with Me!! (instrumental)

## 같이 보기
- 케이온!